# Занів'я
Занів'я (біл. Заніўе) — село в Білорусі, у Дорогичинському районі Берестейської області. Орган місцевого самоврядування — Іменинська сільська рада.

## Історія
У 1921 році село входило до складу гміни Антопіль Кобринського повіту Поліського воєводства Польської Республіки.

## Населення
За переписом населення Білорусі 2009 року чисельність населення села становило 86 осіб.
Станом на 10 вересня 1921 року в селі налічувалося 43 будинки та 203 мешканці, з них:
- 91 чоловік та 112 жінок;
- 189 православних, 12 юдеїв, 2 євангельські християни;
- 152 українці (русини), 5 білорусів, 34 поляки, 12 євреїв.